# Paula Lepa
Auguste Bertha Paula Boueke-Lepa, geborene Lepa (* 9. Mai 1912 in Hamburg; † 6. Januar 1984 in Berlin-Steglitz) war eine deutsche Synchronsprecherin und Schauspielerin.

## Karriere
Lepa war seit den 1930er Jahren Schauspielerin. Unter anderem wirkte sie in den Filmen Inspektor Warren wird bemüht und Das große Spiel mit. Später arbeitete Lepa bei der Internationalen Film-Union in Remagen und ab 1969 in West-Berlin als Synchronautorin und -regisseurin. Unter anderem war sie für die deutsche Fassung der Filme Pépé le Moko – Im Dunkel von Algier und Zenobia, der Jahrmarktselefant verantwortlich. Zudem war Lepa auch als Synchronsprecherin tätig. Mit ihrer tiefen Stimme sprach Lepa Pat Welsh in Die Rückkehr der Jedi-Ritter (als Boushh) und in E. T. – Der Außerirdische (als E.T.). Ihr Ausspruch „…nach Hause telefonieren!“ als E.T. erlangte große Bekanntheit. 1983 nahm Lepa in der Rolle des Außerirdischen gemeinsam mit Christian Bruhn den wenig erfolgreichen Song Nachhause telefonieren auf.
Auch in einigen Hörspielen war sie zu hören, so beispielsweise 1954 unter Regisseur Eduard Hermann in Paul Temple und der Fall Jonathan von Francis Durbridge.

## Privat
Lepa war in erster Ehe mit dem Schauspieler Richard Handwerk verheiratet. In zweiter Ehe heiratete sie den Schauspieler, Autor und Regisseur Eduard Wesener, der 1952 im Alter von 43 Jahren starb. Lepa war seit dem 29. Dezember 1967 mit Gustav Eduard Hans Kurt Boueke verheiratet. Die Eheschließung fand in Bad Wörishofen statt. Paula Lepa starb am 6. Januar 1984 um 15:30 Uhr im Krankenhaus Bethel Berlin im Alter von 71 Jahren. Sie wohnte zuletzt in der Boothstraße 20 in Berlin.

## Synchronarbeiten
- Pat Welsh in E. T. – Der Außerirdische als E.T. und in Die Rückkehr der Jedi-Ritter als Boushh
- Sara Allgood in Sabotage als Kundin im Vogelgeschäft
- Louise Benett in Zwei Asse trumpfen auf als Mama
- May Dlamini in Das Krokodil und sein Nilpferd  als Mama Leone
- Paola Borboni in Als die Frauen noch Schwänze hatten als Anführerin des Frauenstammes
- Edith Peters in Der gezähmte Widerspenstige als Mamie

## Filmografie (Auswahl)
- 1939: Inspektor Warren wird bemüht
- 1940: Fahrt ins Leben
- 1940: Wenn Männer verreisen
- 1942: Das große Spiel
- 1972: Happy End oder Wie ein kleines Heilsarmeemädchen Chicagos größte Verbrecher in die Arme der Gesellschaft zurückführte (Fernsehfilm)